# 인천광역시종합건설본부
인천광역시 종합건설본부(仁川廣域市 綜合建設本部)는 인천광역시청이 주관하는 건설사업, 건축물 건립 및 설비공사, 도로관리 및 토목사업, 검단지역 구획정리사업을 관장하기 위해 인천광역시청 산하에 설치된 사업소이다.
본부장은 지방부이사관으로 보한다.

## 연혁
- 1981년 7월 1일: 인천직할시 주택건설관리소 설치
- 1995년 1월 1일: 인천광역시 종합건설본부로 확대

## 조직
- 총무부, 토목부, 건축부, 도로관리부